# Запорожская губерния
Запорожская губерния (укр. Запорізька губернія) — административно-территориальная единица Украинской ССР в 1920—1922 годах. Губернский город — Запорожье.

## История
Была образована постановлением Президиума Всеукраинского центрального исполнительного комитета (ВУЦИК) 8 июля 1920 года из части Екатеринославской (Александровский уезд) и Таврической (Бердянский и Мелитопольский уезды) губерний.
23 марта 1921 года, одновременно с переименованием губернского города Александровска в Запорожье, постановлением Президиума Всеукраинского Центрального Исполнительного Комитета (ВУЦИК) Александровская губерния была переименована в Запорожскую губернию (укр. Запоріжська губернія).
Постановлениями 3-й сессии Президиума ВУЦИК от 21 и 25 октября 1922 года Запорожская губерния с 1 декабря была ликвидирована и включена в состав Екатеринославской губернии.

## Административно-территориальное деление
Первоначально постановлением Президиума ВУЦИК разделена на 5 уездов и 114 волостей:
- Бердянский (31 волость)
- Больше-Токмакский (Великотокмакский) (выделен из Бердянского; 8 волостей)
- Гуляй-Польский (20 волостей)
- Запорожский (Александровский) (21 волость) и
- Мелитопольский (34 волости)

Этим же постановлением волости Захарьевская, Новоспасская, Петровская и Стародубская Мариупольского уезда Донецкой губернии были переданы в состав Бердянского уезда Запорожской губернии.
Постановлением ВУЦИК от 26 октября 1921 года из части волостей Мелитопольского уезда Запорожской и Днепровского уезда Николаевской губерний был образован Генический уезд с центром в Геническе. Таким образом, в конце 1921 года Запорожская губерния была разделена на 6 уездов и 127 волостей.

## Руководство
- Председатель Александровского губернского революционного комитета (губревкома) и председатель Исполкома Александровского губернского Совета рабочих и крестьянских депутатов в 1920—1921 годах: Николай Иванович Пахомов (род. декабрь 1890 расстрелян 19.08.1938)  (недоступная ссылка).
- И. о. председателя Исполкома Запорожского губернского Совета рабочих и крестьянских депутатов в 1921—1922 годах: Иван Андреевич Гаврилов (род. 1885 г. расстрелян 1937)
- Председатель Исполкома Запорожского губернского Совета рабочих и крестьянских депутатов в марте — сентябре 1922 года: Александр Иванович Червяков
- Председатель Исполкома Запорожского губернского Совета рабочих и крестьянских депутатов в сентябре — октябре 1922 года: Григорий Авксентьевич Колос (род. 05.01.1892 г. расстрелян 26.05.1937 г.)
- Председатель и затем ответственный секретарь Запорожского губернского комитета КП(б) Украины 1920—1922: Давид Савельевич Гуревич (род. 01.06.1899 расстрелян 25.12.1937)